# Braunschweiger Straße 100 (Magdeburg)

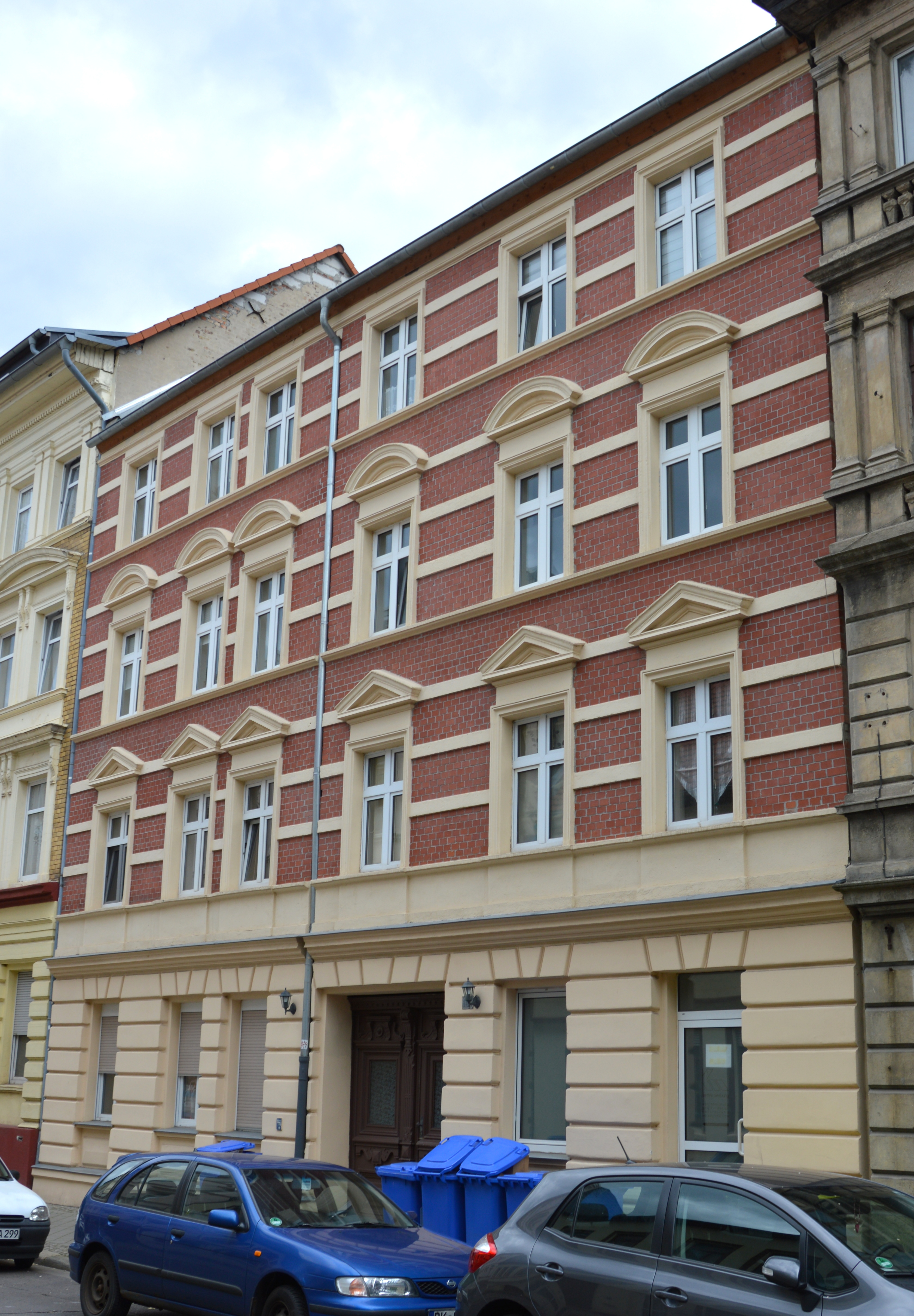
Braunschweiger Straße 100

Das Haus Braunschweiger Straße 100 ist ein denkmalgeschütztes Wohnhaus in Magdeburg in Sachsen-Anhalt.

## Lage
Es befindet sich auf der Südseite der Braunschweiger Straße im Magdeburger Stadtteil Sudenburg. Das Gebäude gehört als  Einzeldenkmal zum Denkmalbereich Braunschweiger Straße 1–10, 98–108. Westlich grenzt das gleichfalls denkmalgeschützte Haus Braunschweiger Straße 99, östlich das Gebäude Braunschweiger Straße 101, 102 an.

## Architektur und Geschichte
Das viergeschossige Ziegelgebäude wurde für den Holzhändler Friedrich Klaus im Jahr 1887 gemeinsam mit einem Hinterhaus errichtet. Die sechsachsige Fassade ist mit Putzelementen im Stil der Neorenaissance gestaltet. Am Erdgeschoss besteht eine Rustizierung. Oberhalb der Fensteröffnungen des ersten Obergeschosses finden sich spitze, am zweiten Obergeschoss runde Fensterverdachungen.
Im Denkmalverzeichnis für Magdeburg ist das Wohnhaus unter der Erfassungsnummer 094 81940 als Baudenkmal verzeichnet.
Das Gebäude gilt als Teil der erhaltenen gründerzeitlichen Häuserzeile als prägend für das Straßenbild und wichtiges Dokument für die bauliche Entwicklung Sudenburgs in der Bauzeit.